# 헤수스 우오노
헤수스 라자로 우오노 응우아 아캉(스페인어: Jesús Lázaro Owono Ngua Akeng, 2001년 3월 1일 ~ )은 적도 기니의 축구 선수로, 현재 스페인 세군다 디비시온의 안도라와 적도 기니 축구 국가대표팀에서 골키퍼로 활약하고 있다.

## 어린 시절
우오노는 바타에서 태어나 어린 시절 동안 스페인의 바스크주로 이주했다. 그는 8살 때 안티구오코에 입단했다. 그는 16세 이하의 바스크 지방 대표였다.

## 구단 경력
우오노는 2022년 1월 2일 알라베스 소속으로 라리가 데뷔 전을 치렀다. 그는 스페인에서 데뷔한 최초의 적도 기니 국가대표 축구선수이다.

## 국가대표팀 경력
17세의 나이로, 우오노는 2018년 9월 적도 기니에 의해 그의 첫 번째 성인 국가대표팀 소집을 받았다. 그는 2019년 3월 25일 데뷔 전을 치렀고, 사우디아라비아에 2-3으로 패한 친선 경기에서 후반전 내내 경기를 했다. 그는 2023년 아프리카 네이션스컵을 위해 국가대표팀에 소집되었다.